# 宽叶丛菔
宽叶丛菔（学名：Solms-laubachia latifolia）为十字花科丛菔属下的一个种。

## 扩展阅读
- 維基物種上的相關：宽叶丛菔